# Extreme
Extreme este o trupă rock americană din Boston, Massachusetts, formată în anul 1985 și care a atins apogeul la sfârșitul anilor 1980 și începutul anilor 1990. De la înființare, au lansat șase albume de studio, două EP-uri (în Japonia) și două albume compilație. Trupa a fost una dintre cele mai de succes trupe rock de la începutul anilor 1990, vânzând peste 10 milioane de albume în întreaga lume.
Al doilea album al trupei, Pornograffitti (1990), a atins locul 10 în topul Billboard 200 și a fost certificat cu aur în mai 1991 și dublu platină în octombrie 1992. Albumul a inclus balada acustică „More Than Words”, care a ajuns pe locul 1 în Billboard Hot 100 în Statele Unite.

## Biografie și carieră
Trupa Extreme s-a format în Boston, Massachusetts, în 1985. Vocalistul Gary Cherone și bateristul Paul Geary au făcut parte dintr-o trupă numită Adrenalin în 1979. Apoi, au fost și membri ai unei trupe numite The Dream, în 1980. Chitaristul Nuno Bettencourt a făcut parte dintr-o trupă numită Sinful, iar basistul Pat Badger cânta cu o trupă din Berklee College, intitulată In The Pink. Bettencourt li s-a alăturat lui Cherone și Geary într-un nou grup în 1985, urmat de Badger în 1986. Cei patru au ales numele „Extreme” deoarece suna ca „ex-Dream”, o referință la fosta trupă a lui Geary și Cherone, The Dream. Gary și Nuno s-au intersectat de numeroase ori, deoarece fratele lui Gary, Mark, și fratele lui Nuno, Paulo, făceau parte împreună dintr-o cunoscută trupă locală din Boston, numită Flesh.
Cherone și Bettencourt au început să scrie cântece împreună, iar trupa a susținut mai multe spectacole în zona New England. Extreme și-a câștigat un număr mare de fani la nivel regional și au fost numiți „Cel mai bun grup de Hard Rock/Heavy Metal” la Premiile Muzicale din Boston în 1986 și 1987. În 1987, trupa semnează un contract cu casa de discuri A&M Records (casă care a fost vândută curând către PolyGram în 1988).
Trupa lansează albumul de debut, numit Extreme, în martie 1989. Vânzările acestui album îi fac pe membrii trupei să continue în această formulă și să pregătească a doua lansare. În 1990, apare Extreme II: Pornograffitti. Discul era un amestec de sunete funk, pop și glam metal. „Decadence Dance” și „Get the Funk Out” au fost lansate ca single-uri. „Get the Funk Out” a ajuns pe locul 19 în UK Chart în iunie 1991. Cu toate acestea, niciun single nu a avut succes inițial în Statele Unite, iar albumul a ieșit rapid din topuri.
Balada acustică „More Than Words” a intrat în Hot 100 pe 23 martie 1991, pe locul 81. Ulterior, a devenit un succes uriaș, ajungând pe locul 1 în Billboard Hot 100 în Statele Unite. Single-ul următor, „Hole Hearted”, o altă piesă acustică, a avut, de asemenea, succes, ajungând pe locul 4 în același top pop.
Apariția trupei la Concertul Tribut lui Freddie Mercury din aprilie 1992 a oferit trupei o expunere considerabilă dincolo de comunitatea heavy metal.
Al treilea album, III Sides to Every Story a fost lansat pe 22 septembrie 1992.
Înainte de apariția trupei la festivalul Monsters of Rock de la Donington în vara anului 1994, Geary a părăsit trupa pentru a urma o carieră în management artistic. Mike Mangini i-a succedat la tobe.
Waiting for the Punchline, primul album în care Mangini a cântat pe trei piese (Paul Geary a cântat în restul albumului înainte de plecare), a fost lansat pe 7 februarie 1995. Albumul nu a fost un succes comercial în vânzări. Extreme s-a destrămat după turneul din 1996, în termeni amiabili, când Bettencourt a decis să plece pentru a urma o carieră solo.
Extreme s-a reunit pentru un scurt turneu în 2004, cântând în Azore (august), în orașul lor natal, Boston, precum și pentru câteva concerte în Japonia (ianuarie 2005). După o pauză în 2005, trupa a revenit în 2006 cu componența „clasică” de la albumul Pornograffitti (inclusiv Paul Geary) pentru un mic turneu de trei concerte prin New England.
Pe 26 noiembrie 2007, trupa a anunțat planurile pentru un turneu mondial în vara anului 2008, precum și o dată de lansare pentru noul lor album, Saudades de Rock, produs de Bettencourt. Kevin Figueiredo, care a cântat cu Bettencourt în DramaGods și Satellite Party, a preluat tobele trupei. Bateristul original, Paul Geary, a rămas implicat în trupă, deși într-o poziție de management.
În iunie 2018, Extreme au făcut un turneu în Australia alături de Mr. Big, care a marcat primul turneu al acestora din urmă în Australia și primul turneu al trupei Extreme pe continent din 1993. După turneul lor australian, au continuat cu concerte prin Kuala Lumpur, Singapore, Bangkok și Taipei.
Pe 1 martie 2023, Extreme a lansat single-ul „Rise” și a anunțat că al șaselea album de studio al trupei, Six, va fi lansat pe 9 iunie același an.

## Membrii trupei
Membri actuali
- Gary Cherone – voce principală (1985–1996, 2004, 2005, 2006, 2007–prezent)
- Nuno Bettencourt – chitare, clape, pian, backing vocals și voce principală, instrumente de suflat și aranjamente orchestraționale (1985–1996, 2004, 2005, 2006, 2007–prezent)
- Pat Badger – bas, backing vocals (1985–1996, 2006, 2007–prezent)
- Kevin Figueiredo – tobe, percuție (2007–prezent)

Foști membri
- Paul Geary – tobe, percuție, backing vocals (1985–1994, 2004, 2005–2006; invitat special 2017)
- Mike Mangini – tobe, percuție (1994–1996, 2004; invitat special pentru trei spectacole în 2006)
- Carl Restivo – bas, backing vocals (2004)
- Steve Ferlazzo – claviaturi (2004)
- Laurent Duval – bas, backing vocals (2005)

## Discografie
- Extreme (1989)
- Extreme II: Pornograffitti (1990)
- III Sides to Every Story (1992)
- Waiting for the Punchline (1995)
- Saudades de Rock (2008)
- Six (2023)